# Эль-Кантара
Эль-Кантара (араб. القنطره‎) — город на севере Египта, расположенный на территории мухафазы Исмаилия.
К югу от города находится автомобильный мост через Суэцкий канал, соединяющий Африку с Азией.

## История
В окрестностях Эль-Кантары, в местности под названием Эль-Хебуа, в прошлом был расположен древнеегипетский город Чару, являвшийся главным городом четырнадцатого септа (нома) Нижнего Египта, который именовался греками Танисским номом.

## Географическое положение
Город находится в восточной части мухафазы, на западном берегу Суэцкого канала, на расстоянии приблизительно 25 километров к северу от Исмаилии, административного центра провинции. Абсолютная высота — 11 метров над уровнем моря.

## Демография
По данным переписи 2006 года численность населения Эль-Кантары составляла 49 300 человек.
Динамика численности населения города по годам:
| 2006   | 2013   |
| ------ | ------ |
| 49 300 | 58 107 |

## Транспорт
Ближайший крупный гражданский аэропорт — Международный аэропорт Каира.